# Lista foștilor membri ai Camerei Reprezentanților Statelor Unite ale Americii: B
Această este o listă a foștilor membri ai Camerei Reprezentanților Statelor Unite ale Americii al căror nume de familie începe cu litera A.
| Reprezentant             | Ani                             | Stat                         | Partid                        |
| ------------------------ | ------------------------------- | ---------------------------- | ----------------------------- |
| Clinton Babbitt          | 1891-1893                       | Wisconsin                    | Democrat                      |
| Leander Babcock          | 1851-1853                       | New York                     | Democrat                      |
| John J. Babka            | 1919-1921                       | Ohio                         | Democrat                      |
| Jim Bacchus              | 1991-1995                       | Florida                      | Democrat                      |
| Reuben K. Bachman        | 1879-1881                       | Pennsylvania                 | Democrat                      |
| Carl G. Bachmann         | 1925-1933                       | West Virginia                | Republican                    |
| Mark R. Bacon            | 1917                            | Michigan                     | Republican                    |
| Herman Badillo           | 1971-1977                       | New York                     | Democrat                      |
| George Baer, Jr.         | 1797-1801, 1815-1817            | Maryland                     | Federalist                    |
| John M. Baer             | 1917-1921                       | North Dakota                 | Republican                    |
| Scotty Baesler           | 1993-1999                       | Kentucky                     | Democrat                      |
| Skip Bafalis             | 1973-1983                       | Florida                      | Republican                    |
| Cleveland M. Bailey      | 1945-1947, 1949-1963            | West Virginia                | Democrat                      |
| Donald A. Bailey         | 1979-1983                       | Pennsylvania                 | Democrat                      |
| Joseph Bailey            | 1861-1865                       | Pennsylvania                 | Democrat                      |
| Theodorus Bailey         | 1793-1797, 1799-1801, 1801-1803 | New York                     | Democrat-Republican           |
| Warren Worth Bailey      | 1913-1917                       | Pennsylvania                 | Democrat                      |
| Howard Baker, Sr.        | 1951-1964                       | Tennessee                    | Republican                    |
| Irene Baker              | 1964-1965                       | Tennessee                    | Republican                    |
| LaMar Baker              | 1971-1975                       | Tennessee                    | Republican                    |
| William Benjamin Baker   | 1895-1901                       | Maryland                     | Republican                    |
| John Baldacci            | 1995-2003                       | Maine                        | Democrat                      |
| H. Malcolm Baldrige      | 1931-1933                       | Nebraska                     | Republican                    |
| Abraham Baldwin          | 1789-1795                       | Georgia                      | Anti-Administrație            |
| Abraham Baldwin          | 1795-1799                       | Georgia                      | Democrat-Republican           |
| Augustus C. Baldwin      | 1863-1865                       | Michigan                     | Democrat                      |
| H. Streett Baldwin       | 1943-1947                       | Maryland                     | Democrat                      |
| Melvin Baldwin           | 1893-1895                       | Minnesota                    | Democrat                      |
| Simeon Baldwin           | 1803-1805                       | Connecticut                  | Federalist                    |
| L. Heisler Ball          | 1901-1903                       | Delaware                     | Republican                    |
| Frank Ballance           | 2003-2004                       | North Carolina               | Democrat                      |
| Cass Ballenger           | 1986-2005                       | North Carolina               | Republican                    |
| John G. Ballentine       | 1883-1887                       | Tennessee                    | Democrat                      |
| Latimer W. Ballou        | 1875-1881                       | Rhode Island                 | Republican                    |
| Nathaniel P. Banks       | 1853-1855                       | Massachusetts                | Democrat                      |
| Nathaniel P. Banks       | 1855-1857                       | Massachusetts                | American                      |
| Nathaniel P. Banks       | 1857, 1865-1873                 | Massachusetts                | Republican                    |
| Nathaniel P. Banks       | 1875-1877                       | Massachusetts                | Independent                   |
| Nathaniel P. Banks       | 1877-1879, 1889-1891            | Massachusetts                | Republican                    |
| Isaac A. Barber          | 1897-1899                       | Maryland                     | Republican                    |
| Laird H. Barber          | 1899-1901                       | Pennsylvania                 | Democrat                      |
| James A. Barcia          | 1993-2003                       | Michigan                     | Democrat                      |
| David Barclay            | 1855-1857                       | Pennsylvania                 | Democrat                      |
| Walter S. Baring, Jr.    | 1949-1953, 1957-1973            | Nevada                       | Democrat                      |
| Alben W. Barkley         | 1913-1950, 1955-1956            | Kentucky                     | Democrat                      |
| Bradley Barlow           | 1879-1881                       | Vermont                      | Greenbacker                   |
| Michael D. Barnes        | 1979-1987                       | Maryland                     | Democrat                      |
| John Barney              | 1825-1829                       | Maryland                     | Național Republican           |
| Bob Barr                 | 1995-2003                       | Georgia                      | Republican                    |
| Bill Barrett             | 1991-2001                       | Nebraska                     | Republican                    |
| Frank A. Barrett         | 1943-1950                       | Wyoming                      | Republican                    |
| Tom Barrett              | 1993-2003                       | Wisconsin                    | Democrat                      |
| William A. Barrett       | 1945-1947, 1949-1976            | Pennsylvania                 | Democrat                      |
| Washington Barrow        | 1847-1849                       | Tennessee                    | Whig                          |
| William T. Barry         | 1809-1810                       | New York                     | Democrat-Republican           |
| Horace F. Bartine        | 1889-1893                       | Nevada                       | Republican                    |
| George A. Bartlett       | 1907-1911                       | Nevada                       | Democrat                      |
| Thomas Bartlett, Jr.     | 1851-1853                       | Vermont                      | Democrat                      |
| Silas R. Barton          | 1913-1915                       | Nebraska                     | Republican                    |
| Charlie Bass             | 1995-2007                       | New Hampshire                | Republican                    |
| Ross Bass                | 1955-1964                       | Tennessee                    | Democrat                      |
| Herbert H. Bateman       | 1983-2000                       | Virginia                     | Republican                    |
| James Franklin Battin    | 1961-1969                       | Montana                      | Republican                    |
| Max Baucus               | 1975-1979                       | Montana                      | Democrat                      |
| Robert Bauman            | 1973-1981                       | Maryland                     | Republican                    |
| Portus Baxter            | 1861-1867                       | Vermont                      | Republican                    |
| James A. Bayard          | 1797-1803                       | Delaware                     | Federalist                    |
| Robert E. B. Baylor      | 1829-1831                       | Alabama                      | Democrat                      |
| Thomas Bayly             | 1817-1823                       | Maryland                     | Federalist                    |
| Samuel Beakes            | 1913-1917, 1917-1919            | Michigan                     | Democrat                      |
| J. Glenn Beall           | 1943-1953                       | Maryland                     | Republican                    |
| J. Glenn Beall, Jr.      | 1969-1971                       | Maryland                     | Republican                    |
| Fernando C. Beaman       | 1861-1871                       | Michigan                     | Republican                    |
| Edward Beard             | 1975-1981                       | Rhode Island                 | Democrat                      |
| Robin Beard              | 1973-1983                       | Tennessee                    | Republican                    |
| William Beatty           | 1837-1841                       | Pennsylvania                 | Democrat                      |
| Bob Beauprez             | 2003-2007                       | Colorado                     | Republican                    |
| James Bede               | 1903-1909                       | Minnesota                    | Republican                    |
| Ralph F. Beermann        | 1961-1965                       | Nebraska                     | Republican                    |
| Henry White Beeson       | 1841-1843                       | Pennsylvania                 | Democrat                      |
| Nick Begich              | 1971-1972                       | Alaska                       | Democrat                      |
| Josiah Begole            | 1873-1875                       | Michigan                     | Republican                    |
| Page Belcher             | 1951-1973                       | Oklahoma                     | Republican                    |
| James B. Belford         | 1876-1877, 1879-1885            | Colorado                     | Republican                    |
| Charles E. Belknap       | 1889-1891, 1891-1893            | Michigan                     | Republican                    |
| Chris Bell               | 2003-2005                       | Texas                        | Democrat                      |
| John Bell                | 1827-1835                       | Tennessee                    | Democrat                      |
| John Bell                | 1835-1837                       | Tennessee                    | Național Republican           |
| John Bell                | 1837-1841                       | Tennessee                    | Whig                          |
| John Calhoun Bell        | 1893-1903                       | Colorado                     | Populist                      |
| Frank E. Beltzhoover     | 1879-1883, 1891-1895            | Pennsylvania                 | Democrat                      |
| Cleve Benedict           | 1981-1983                       | West Virginia                | Republican                    |
| George J. Benner         | 1897-1899                       | Pennsylvania                 | Democrat                      |
| Charles E. Bennett       | 1949-1993                       | Florida                      | Democrat                      |
| John B. Bennett          | 1943-1945, 1947-1964            | Michigan                     | Republican                    |
| Carville Benson          | 1918-1921                       | Maryland                     | Democrat                      |
| Egbert Benson            | 1789-1793, 1813                 | New York                     | Federalist                    |
| Alvin M. Bentley         | 1953-1961                       | Michigan                     | Republican                    |
| Helen Delich Bentley     | 1985-1995                       | Maryland                     | Republican                    |
| Thomas Hart Benton       | 1853-1855                       | Missouri                     | Democrat                      |
| Ken Bentsen              | 1995-2003                       | Texas                        | Democrat                      |
| Lloyd Bentsen            | 1948-1955                       | Texas                        | Democrat                      |
| Doug Bereuter            | 1979-2004                       | Nebraska                     | Republican                    |
| Robert Bergland          | 1971-1977                       | Minnesota                    | Democrat-Țărănist-Muncitoresc |
| William M. Berlin        | 1933-1937                       | Pennsylvania                 | Democrat                      |
| John Bernard             | 1937-1939                       | Minnesota                    | Țărănist-Muncitoresc          |
| E. Y. Berry              | 1951-1971                       | South Dakota                 | Republican                    |
| Earl H. Beshlin          | 1917-1919                       | Pennsylvania                 | Democrat                      |
| Ed Bethune               | 1979-1985                       | Arkansas                     | Republican                    |
| Tom Bevill               | 1967-1997                       | Alabama                      | Democrat                      |
| Charles J. Biddle        | 1861-1863                       | Pennsylvania                 | Democrat                      |
| Benjamin A. Bidlack      | 1841-1845                       | Pennsylvania                 | Democrat                      |
| Benjamin T. Biggs        | 1869-1873                       | Delaware                     | Democrat                      |
| Brian Bilbray            | 1995-2001                       | California                   | Republican                    |
| James Bilbray            | 1987-1995                       | Nevada                       | Democrat                      |
| Michael Bilirakis        | 1983-2007                       | Florida                      | Republican                    |
| Alexander Billmeyer      | 1902-1903                       | Pennsylvania                 | Democrat                      |
| Charles G. Binderup      | 1935-1939                       | Nebraska                     | Democrat                      |
| Kinsley S. Bingham       | 1847-1851                       | Michigan                     | Democrat                      |
| Horatio Bisbee, Jr.      | 1877-1879, 1881, 1882-1885      | Florida                      | Republican                    |
| Roswell P. Bishop        | 1895-1907                       | Michigan                     | Republican                    |
| James Black              | 1836-1837, 1843-1847            | Pennsylvania                 | Democrat                      |
| William W. Blackney      | 1935-1937, 1939-1953            | Michigan                     | Republican                    |
| Julius W. Blackwell      | 1839-1841, 1843-1845            | Tennessee                    | Democrat                      |
| Lucien E. Blackwell      | 1991-1995                       | Pennsylvania                 | Democrat                      |
| Rod Blagojevich          | 1997-2003                       | Illinois                     | Democrat                      |
| James G. Blaine          | 1863-1876                       | Maine                        | Republican                    |
| Austin Blair             | 1867-1873                       | Michigan                     | Republican                    |
| Jacob B. Blair           | 1861-1863                       | Virginia                     | Unionist                      |
| Jacob B. Blair           | 1863-1865                       | West Virginia                | Unionist Necondițional        |
| John Blair               | 1823-1825                       | Tennessee                    | Democrat-Republican           |
| John Blair               | 1825-1835                       | Tennessee                    | Democrat                      |
| Albert Blakeney          | 1901-1903, 1921-1923            | Maryland                     | Republican                    |
| James Blanchard          | 1975-1983                       | Michigan                     | Democrat                      |
| Theodorick Bland         | 1789-1790                       | Virginia                     | Anti-Administrație            |
| Ray Blanton              | 1967-1973                       | Tennessee                    | Democrat                      |
| John Blatnik             | 1947-1975                       | Minnesota                    | Democrat-Țărănist-Muncitoresc |
| Thomas J. Bliley, Jr.    | 1981-2001                       | Virginia                     | Republican                    |
| Aaron T. Bliss           | 1889-1891                       | Michigan                     | Republican                    |
| Timothy Bloodworth       | 1790-1791                       | North Carolina               | Fără partid                   |
| Mike Blouin              | 1975-1979                       | Iowa                         | Democrat                      |
| William G. Blount        | 1815-1819                       | Tennessee                    | Democrat-Republican           |
| Sherwood Boehlert        | 1983-2007                       | New York                     | Republican                    |
| Haldor Boen              | 1893-1895                       | Minnesota                    | Populist                      |
| Hale Boggs               | 1947-1972                       | Louisiana                    | Democrat                      |
| J. Caleb Boggs           | 1947-1953                       | Delaware                     | Republican                    |
| Frank P. Bohn            | 1927-1933                       | Michigan                     | Republican                    |
| Edward Boland            | 1953-1988                       | Massachusetts                | Democrat                      |
| Patrick J. Boland        | 1931-1942                       | Pennsylvania                 | Democrat                      |
| Veronica G. Boland       | 1942-1943                       | Pennsylvania                 | Democrat                      |
| Thomas Boles             | 1868-1871, 1872-1873            | Arkansas                     | Republican                    |
| Frances P. Bolton        | 1940-1969                       | Ohio                         | Republican                    |
| William P. Bolton        | 1949-1951                       | Maryland                     | Democrat                      |
| Bill Boner               | 1979-1987                       | Tennessee                    | Democrat                      |
| Henry Bonilla            | 1993-2007                       | Texas                        | Republican                    |
| David E. Bonior          | 1977-2003                       | Michigan                     | Democrat                      |
| Don Bonker               | 1975-1989                       | Washington                   | Democrat                      |
| Sonny Bono               | 1995-1998                       | California                   | Republican                    |
| Robert W. Bonynge        | 1904-1909                       | Colorado                     | Republican                    |
| Walter Booth             | 1849-1851                       | Connecticut                  | Free Soiler                   |
| William S. Booze         | 1897-1899                       | Maryland                     | Republican                    |
| Lyle Boren               | 1937-1947                       | Oklahoma                     | Democrat                      |
| Robert A. Borski, Jr.    | 1983-2003                       | Pennsylvania                 | Democrat                      |
| Reva Beck Bosone         | 1949-1953                       | Utah                         | Democrat                      |
| John L. Boss, Jr.        | 1815-1819                       | Rhode Island                 | Federalist                    |
| Elias Boudinot           | 1789-1794                       | New Jersey                   | Pro-Administrație             |
| Benjamin Bourne          | 1790-1793                       | Rhode Island                 | Pro-Administrație             |
| Benjamin Bourne          | 1793-1796                       | Rhode Island                 | Federalist                    |
| John Henry Bowen         | 1813-1815                       | Tennessee                    | Democrat-Republican           |
| George M. Bowers         | 1916-1923                       | West Virginia                | Republican                    |
| Richard Bowie            | 1849-1853                       | Maryland                     | Whig                          |
| Thomas Fielder Bowie     | 1855-1859                       | Maryland                     | Democrat                      |
| Walter Bowie             | 1802-1805                       | Maryland                     | Democrat-Republican           |
| Frank L. Bowman          | 1925-1933                       | West Virginia                | Republican                    |
| Barbara Boxer            | 1983-1993                       | California                   | Democrat                      |
| William H. Boyce         | 1923-1925                       | Delaware                     | Democrat                      |
| John Frank Boyd          | 1907-1909                       | Nebraska                     | Republican                    |
| Benjamin M. Boyer        | 1865-1869                       | Pennsylvania                 | Democrat                      |
| Charles E. Boyle         | 1883-1887                       | Pennsylvania                 | Democrat                      |
| Reese B. Brabson         | 1859-1861                       | Tennessee                    | Opoziționist                  |
| Jonathan Brace           | 1798-1800                       | Connecticut                  | Federalist                    |
| Edward Bradley           | 1847                            | Michigan                     | Democrat                      |
| Fred Bradley             | 1939-1947                       | Michigan                     | Republican                    |
| Jeb Bradley              | 2003-2007                       | New Hampshire                | Republican                    |
| Michael J. Bradley       | 1937-1947                       | Pennsylvania                 | Democrat                      |
| Nathan B. Bradley        | 1873-1877                       | Michigan                     | Republican                    |
| William C. Bradley       | 1813-1815, 1823-1825            | Vermont                      | Democrat-Republican           |
| William C. Bradley       | 1825-1827                       | Vermont                      | Național Republican           |
| Robert Franklin Bratton  | 1893-1894                       | Maryland                     | Democrat                      |
| William D. Brayton       | 1857-1861                       | Rhode Island                 | Republican                    |
| John Breaux              | 1972-1987                       | Louisiana                    | Democrat                      |
| Clifton R. Breckenridge  | 1883-1890, 1890-1894            | Arkansas                     | Democrat                      |
| John C. Breckenridge     | 1851-1855                       | Kentucky                     | Democrat                      |
| Edward Breitung          | 1883-1885                       | Michigan                     | Republican                    |
| Francis Brengle          | 1843-1845                       | Maryland                     | Whig                          |
| Vincent M. Brennan       | 1921-1923                       | Michigan                     | Republican                    |
| Mark S. Brewer           | 1877-1881, 1887-1891            | Michigan                     | Republican                    |
| Daniel Brewster          | 1959-1963                       | Maryland                     | Democrat                      |
| William K. Brewster      | 1991-1997                       | Oklahoma                     | Democrat                      |
| George W. Bridges        | 1863                            | Tennessee                    | Unionist                      |
| Samuel A. Bridges        | 1848-1849, 1853-1855, 1877-1879 | Pennsylvania                 | Democrat                      |
| Elbert S. Brigham        | 1925-1931                       | Vermont                      | Republican                    |
| John Morgan Bright       | 1871-1881                       | Tennessee                    | Democrat                      |
| John Brisbin             | 1851                            | Pennsylvania                 | Democrat                      |
| Bill Brock               | 1963-1971                       | Tennessee                    | Republican                    |
| Lawrence Brock           | 1959-1961                       | Nebraska                     | Democrat                      |
| William H. Brockenbrough | 1846-1847                       | Florida                      | Democrat                      |
| Franklin Brockson        | 1913-1915                       | Delaware                     | Democrat                      |
| Andrew R. Brodbeck       | 1913-1915, 1917-1919            | Pennsylvania                 | Democrat                      |
| J. Davis Brodhead        | 1907-1909                       | Pennsylvania                 | Democrat                      |
| Richard Brodhead         | 1843-1849                       | Pennsylvania                 | Democrat                      |
| William M. Brodhead      | 1975-1983                       | Michigan                     | Democrat                      |
| Franklin E. Brooks       | 1903-1907                       | Colorado                     | Republican                    |
| Jack Brooks              | 1953-1995                       | Texas                        | Democrat                      |
| J. Twing Brooks          | 1933-1937                       | Pennsylvania                 | Democrat                      |
| Overton Brooks           | 1937-1962                       | Louisiana                    | Democrat                      |
| Preston Brooks           | 1853-1856                       | South Carolina               | Democrat                      |
| James M. Broom           | 1805-1807                       | Delaware                     | Federalist                    |
| William Broomfield       | 1957-1993                       | Michigan                     | Republican                    |
| Donald G. Brotzman       | 1963-1965, 1967-1975            | Colorado                     | Republican                    |
| Glen Browder             | 1989-1997                       | Alabama                      | Democrat                      |
| Aaron V. Brown           | 1839-1845                       | Tennessee                    | Democrat                      |
| Charles Brown            | 1841-1843, 1847-1849            | Pennsylvania                 | Democrat                      |
| Elias Brown              | 1829-1831                       | Maryland                     | Democrat                      |
| Foster V. Brown          | 1895-1897                       | Tennessee                    | Republican                    |
| Garry Brown              | 1967-1979                       | Michigan                     | Republican                    |
| George Brown, Jr.        | 1963-1971, 1973-1999            | California                   | Democrat                      |
| Hank Brown               | 1981-1991                       | Colorado                     | Republican                    |
| John Brown               | 1789-1790                       | Virginia (Kentucky District) | Anti-Administrație            |
| John Brown               | 1809-1810                       | Maryland                     | Democrat-Republican           |
| John Brown               | 1821-1824                       | Pennsylvania                 | Democrat-Republican           |
| John Brown               | 1799-1801                       | Rhode Island                 | Federalist                    |
| John Brewer Brown        | 1892-1893                       | Maryland                     | Democrat                      |
| John Robert Brown        | 1887-1888                       | Virginia                     | Republican                    |
| John W. Brown            | 1833-1836                       | New York                     | Democrat                      |
| John Young Brown         | 1859-1860, 1873-1876            | Kentucky                     | Democrat                      |
| John Young Brown         | 1933-1934                       | Kentucky                     | Democrat                      |
| Joseph Edgar Brown       | 1921-1923                       | Tennessee                    | Republican                    |
| Milton Brown             | 1841-1847                       | Tennessee                    | Whig                          |
| Prentiss M. Brown        | 1933-1936                       | Michigan                     | Democrat                      |
| Sherrod Brown            | 1993-2007                       | Ohio                         | Democrat                      |
| William G. Brown         | 1845-1849                       | Virginia                     | Democrat                      |
| William G. Brown         | 1861-1863                       | Virginia                     | Unionist                      |
| William G. Brown         | 1863-1865                       | West Virginia                | Unionist Necondițional        |
| William G. Brown, Jr.    | 1911-1916                       | West Virginia                | Democrat                      |
| Sam Brownback            | 1995-1996                       | Kansas                       | Republican                    |
| George H. Browne         | 1861-1863                       | Rhode Island                 | Unionist                      |
| Gordon Browning          | 1923-1935                       | Tennessee                    | Democrat                      |
| Walter P. Brownlow       | 1897-1910                       | Tennessee                    | Republican                    |
| Joel Thomas Broyhill     | 1953-1975                       | Virginia                     | Republican                    |
| Ferdinand Brucker        | 1897-1899                       | Michigan                     | Democrat                      |
| Stephen Brundidge, Jr.   | 1897-1909                       | Arkansas                     | Democrat                      |
| David B. Brunner         | 1889-1893                       | Pennsylvania                 | Democrat                      |
| Henry Hunter Bryan       | 1819-1821                       | Tennessee                    | Democrat-Republican           |
| James W. Bryan           | 1913-1915                       | Washington                   | Progresist                    |
| William Jennings Bryan   | 1891-1895                       | Nebraska                     | Democrat                      |
| Ed Bryant                | 1995-2003                       | Tennessee                    | Republican                    |
| Andrew Buchanan          | 1835-1839                       | Pennsylvania                 | Democrat                      |
| Frank Buchanan           | 1946-1951                       | Pennsylvania                 | Democrat                      |
| James Buchanan           | 1821-1830                       | Pennsylvania                 | Democrat                      |
| Vera Buchanan            | 1951-1955                       | Pennsylvania                 | Democrat                      |
| Daniel Buck              | 1795-1797                       | Vermont                      | Federalist                    |
| Daniel Azro Ashley Buck  | 1823-1825                       | Vermont                      | Democrat-Republican           |
| Daniel Azro Ashley Buck  | 1827-1829                       | Vermont                      | Național Republican           |
| Charles R. Buckalew      | 1887-1891                       | Pennsylvania                 | Democrat                      |
| Rich T. Buckler          | 1935-1943                       | Minnesota                    | Țărănist-Muncitoresc          |
| Clarence Buckman         | 1903-1907                       | Minnesota                    | Republican                    |
| Hamer H. Budge           | 1951-1961                       | Idaho                        | Republican                    |
| Alexander W. Buel        | 1849-1851                       | Michigan                     | Democrat                      |
| Howard Buffett           | 1943-1949, 1951-1953            | Nebraska                     | Republican                    |
| Robert Malone Bugg       | 1853-1855                       | Tennessee                    | Whig                          |
| Melville Bull            | 1895-1903                       | Rhode Island                 | Republican                    |
| Robert Bullock           | 1889-1893                       | Florida                      | Democrat                      |
| Samuel Bunch             | 1833-1835                       | Tennessee                    | Democrat                      |
| Samuel Bunch             | 1835-1837                       | Tennessee                    | Național Republican           |
| Solomon Bundy            | 1877-1879                       | New York                     | Republican                    |
| Berkeley L. Bunker       | 1945-1947                       | Nevada                       | Democrat                      |
| Jim Bunn                 | 1995-1997                       | Oregon                       | Republican                    |
| Jim Bunning              | 1987-1999                       | Kentucky                     | Republican                    |
| Clark Burdick            | 1919-1933                       | Rhode Island                 | Republican                    |
| Quentin N. Burdick       | 1959-1960                       | North Dakota                 | Democrat                      |
| Usher L. Burdick         | 1935-1945, 1949-1959            | North Dakota                 | Republican                    |
| Tristam Burges           | 1825-1835                       | Rhode Island                 | Național Republican           |
| Aedanus Burke            | 1789-1790                       | South Carolina               | Anti-Administrație            |
| Charles H. Burke         | 1899-1907, 1909-1915            | South Dakota                 | Republican                    |
| Edward R. Burke          | 1933-1935                       | Nebraska                     | Democrat                      |
| J. Herbert Burke         | 1967-1979                       | Florida                      | Republican                    |
| Elmer Burkett            | 1899-1905                       | Nebraska                     | Republican                    |
| William E. Burney        | 1940-1941                       | Colorado                     | Democrat                      |
| Max Burns                | 2003-2005                       | Georgia                      | Republican                    |
| M. G. Burnside           | 1949-1953, 1955-1957            | West Virginia                | Democrat                      |
| Richard Burr             | 1995-2005                       | North Carolina               | Republican                    |
| Julius C. Burrows        | 1873-1875, 1879-1883, 1885-1895 | Michigan                     | Republican                    |
| Olger B. Burtness        | 1921-1933                       | North Dakota                 | Republican                    |
| Hiram R. Burton          | 1905-1909                       | Delaware                     | Republican                    |
| Laurence J. Burton       | 1963-1971                       | Utah                         | Republican                    |
| Phillip Burton           | 1964-1983                       | California                   | Democrat                      |
| George H. W. Bush        | 1967-1971                       | Texas                        | Republican                    |
| Ezra Butler              | 1813-1815                       | Vermont                      | Democrat-Republican           |
| Mounce Gore Butler       | 1905-1907                       | Tennessee                    | Democrat                      |
| Robert R. Butler         | 1928-1933                       | Oregon                       | Republican                    |
| Roderick R. Butler       | 1867-1875, 1887-1889            | Tennessee                    | Republican                    |
| Robert C. Byrd           | 1953-1959                       | West Virginia                | Democrat                      |
| James A. Byrne           | 1953-1973                       | Pennsylvania                 | Democrat                      |
| Jo Byrns                 | 1909-1936                       | Tennessee                    | Democrat                      |
| Jo Byrns, Jr.            | 1939-1941                       | Tennessee                    | Democrat                      |
| Beverly Byron            | 1979-1993                       | Maryland                     | Democrat                      |
| Goodloe Byron            | 1971-1978                       | Maryland                     | Democrat                      |
| Katharine Byron          | 1941-1943                       | Maryland                     | Democrat                      |
| William D. Byron         | 1939-1941                       | Maryland                     | Democrat                      |